# Гражданская полиция Бразилии
Гражданской полицией (порт. Polícia Civil) в Бразилии называют следственную полицию отдельных штатов.
Гражданская полиция с юридической стороны представляет собой агентство государственной администрации штатов и федерального округа Бразилия, а в её функции, согласно 144 статье Конституции, входит охрана общественной безопасности, правопорядка и имущества.
У каждого штата имеется собственный департамент гражданской полиции, занимающийся расследованием преступлений: выполняет следственные действия, криминалистическую экспертизу и так далее, тогда как предотвращением преступлений занимается военная полиция.

## История
Гражданская полиция берёт своё начало в колониальный период. После того, как португальская династия Браганса переехала в Бразилию в 1808 году, возникла необходимость в государственном регулировании работы полицейских, и 10 мая Жуан VI издал указ о создании Главного управления полиции (порт. Intendência Geral de Polícia da Corte e do Estado do Brasil). В то время в некоторых частях страны уже действовали вооружённые патрули, но новая система создавалась с нуля по модели полиции Лиссабона и с использованием опыта конного полка, охранявшего алмазные шахты в штате Минас-Жерайс. В 1830—1840 годах полицией управляло федеральное правительство, однако затем полномочия по охране правопорядка передали штатам. В это время родилась модель с разделением на следственную («гражданскую») службу полиции и оперативную («военную», организационно напоминающую армию). 
С 1982 года полиция имеет право заклеивать стекла неправильно запаркованных автомашин плакатами с надписью "Здесь стоянка запрещена".
С 1990-х на уровне отдельных городов и штатов предпринимаются усилия по интеграции гражданской и военной полиции в одну организацию.

## Место в правоохранительной системе
Гражданская и военная полиции подчиняются губернатору соответствующего штата, надзор за ними осуществляет местный совет по безопасности. Работа гражданской полиции подчиняется уголовному кодексу и уголовно-процессуальному законодательству.
Гражданская полиция начинает работу после получения отчёта о совершённом правонарушении от военной полиции. Её сотрудники собирают улики и проводят дознание, а затем передают результаты в прокуратуру для выдвижения обвинения. Гражданская полиция может также открыть уголовное дело самостоятельно по результатам расследования или по заявлению граждан.
Несмотря на кажущееся чёткое разделение обязанностей, гражданская и военная полиция часто конфликтуют за власть и финансирование и почти никогда не сотрудничают. Хотя конфликт обычно протекает в конгрессе, вдали от посторонних глаз, в 2008 году во время протестного шествия бастующих работников гражданской полиции Сан-Паулу их атаковал спецназ военной; не менее 25 человек получили ранения. Основная причина разногласий — желание офицеров обеих организаций получать такую же высокую зарплату, как судьи и прокуроры.

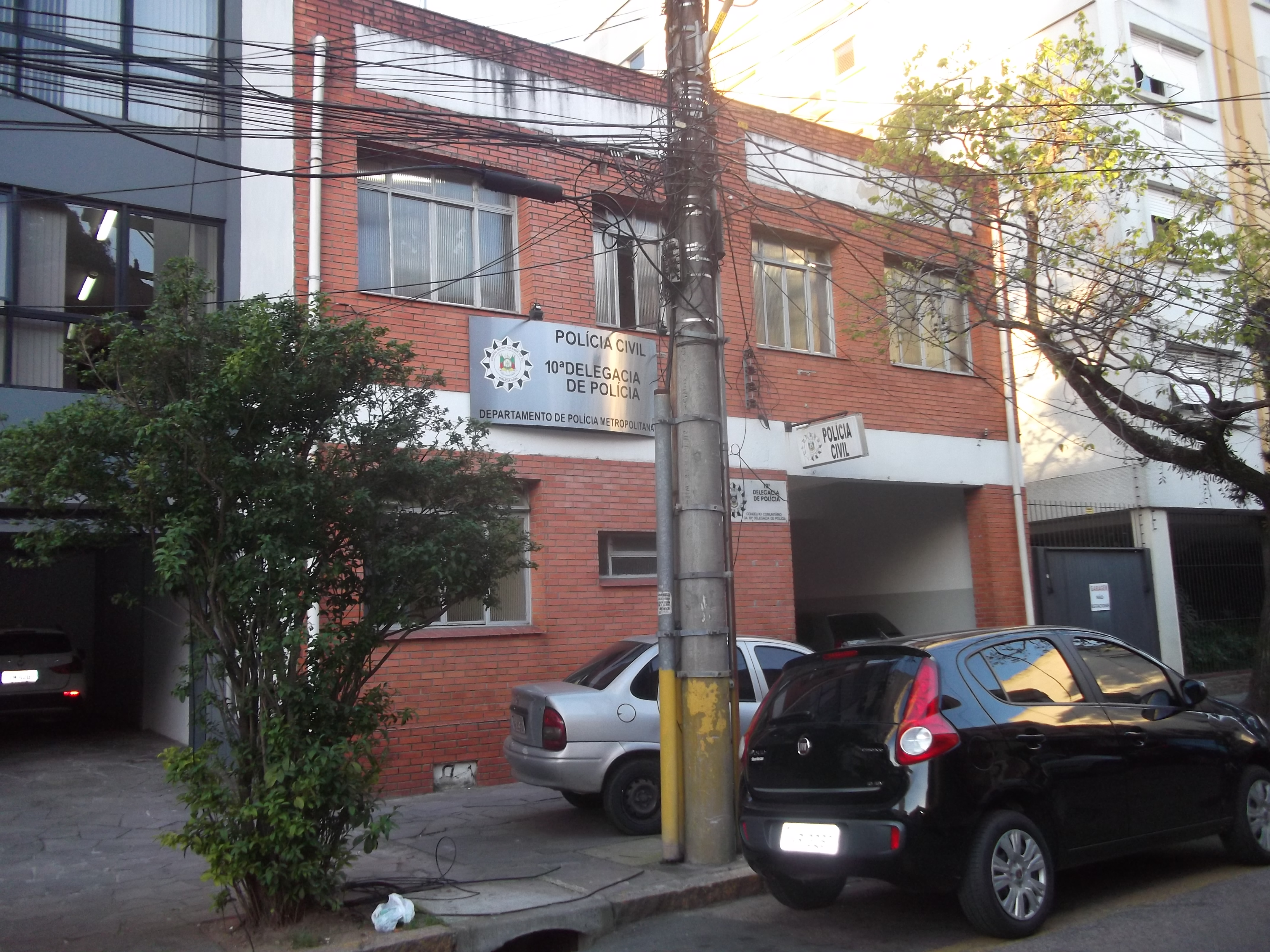
Отделение гражданской полиции в городе Порту-Алегри
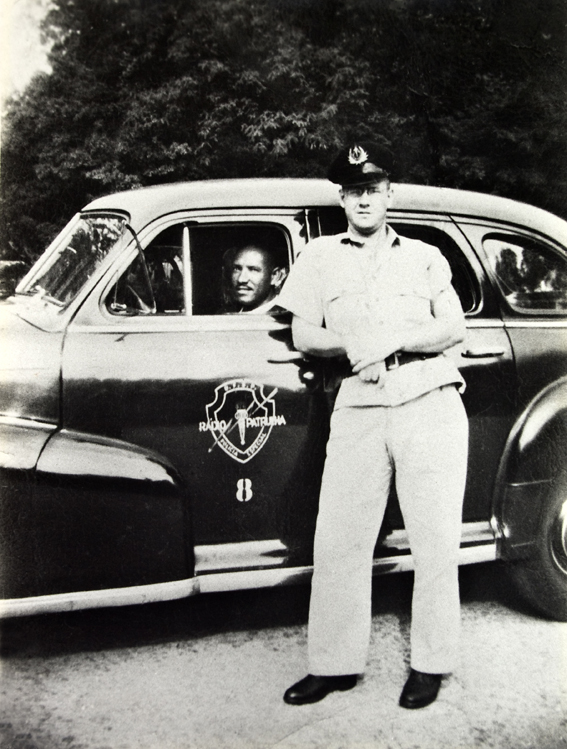
Патрульный в Рио-де-Жанейро, 1948 год
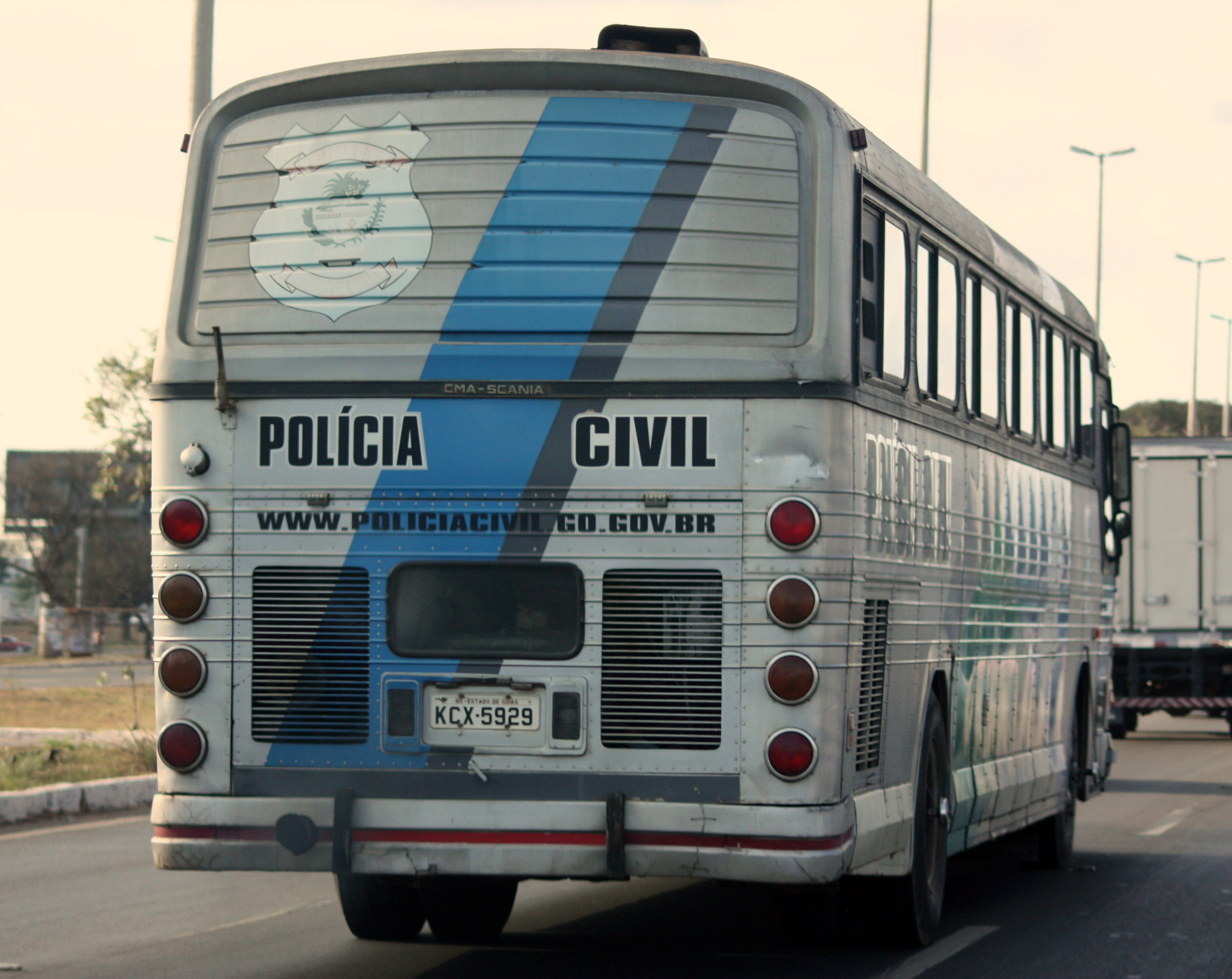
Полицейский автобус в штате Гояс
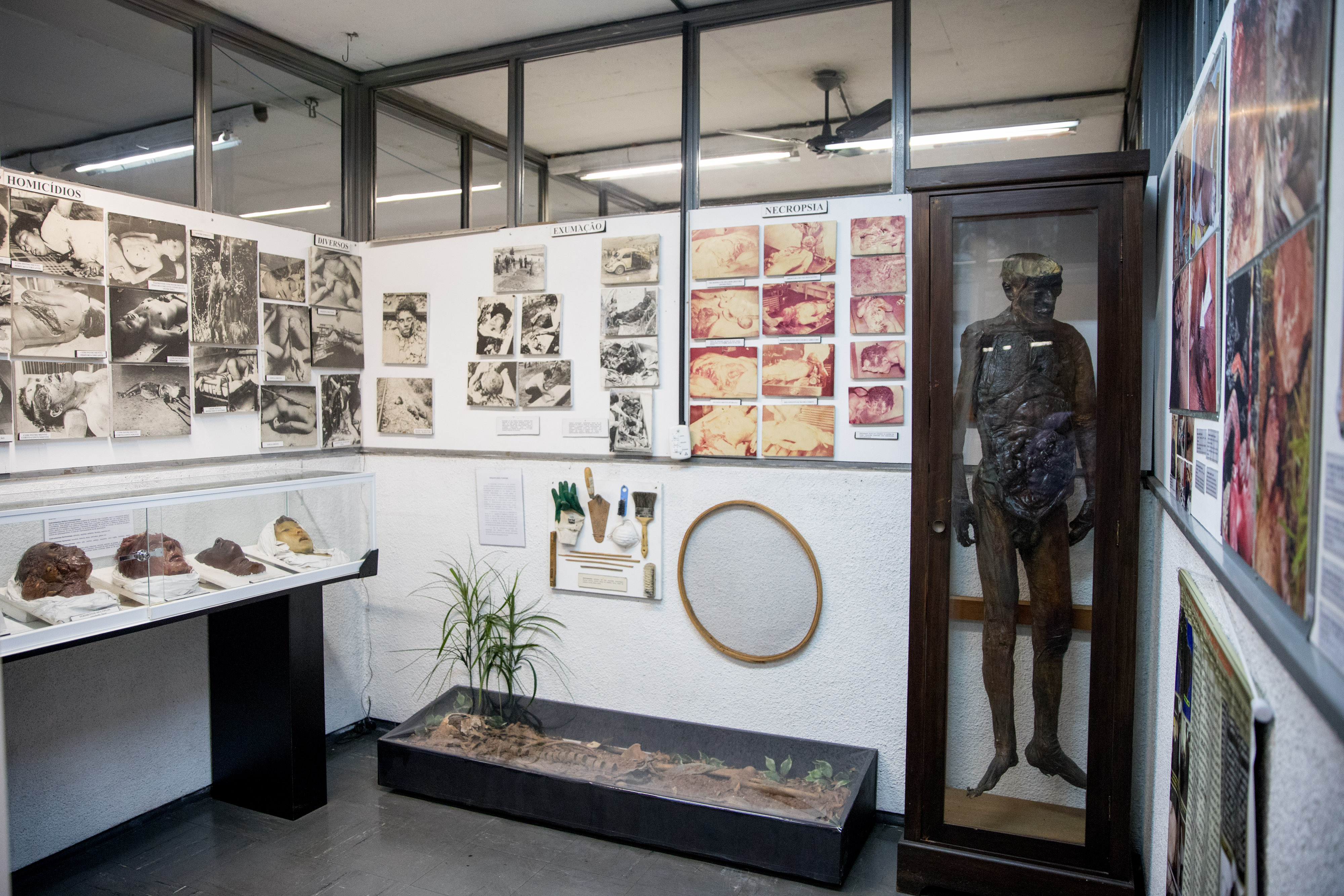
Музей гражданской полиции в Сан-Паулу